# Joacaz de Israel
Joacaz ou Jeoacaz (em hebraico: יְהוֹאָחָז; romaniz.: Yəhō'āḥāz; lit. "Yahweh manteve") foi o décimo primeiro rei de Israel, sucedendo a seu pai, Jeú. Ele reinou por 17 anos.

## Reinado
Durante seu reinado, Joacaz "fez o que era mau perante o Senhor", fazendo com que Hazael, rei de Arã-Damasco, invadisse o Reino do Norte e tomasse muitas terras. Então, o rei de Israel implorou a Deus para que poupasse seu povo do exército sírio. Após isso, Deus enviou um libertador que expulsou os sírios do rei Benadade III das terras de Israel. Assim, o reino passou a ficar em paz, e apenas só sobrou 50 cavaleiros, 10 carros de guerra e 10 mil soldados de infantaria devido aos ataques de Hazael.
Após a sua morte, Joacaz foi sucedido por seu filho Joás (ou Jeoás).